# Chemische Annalen
Chemische Annalen es una revista científica alemana dedicada a la química . Su nombre original era Chemische Annalen für die Freunde der Naturlehre, Arzneygelährtheit, Haushaltungskunst und Manufacturen, que suele abreviarse como Chemische Annalen y a menudo se conoce como Anales de Crell en honor al editor Lorenz Florenz Friedrich von Crell (1744-1816), profesor de medicina teórica y materia medica en la Universidad de Helmstedt. Se publicó por primera vez en 1778. 

## Lectura adicional
- Karl Hufbauer (1982) The Formation of the German Chemical Community. Berkeley, Los Ángeles, Londres: University of California Press. (Revisada por Henry Lowood Eighteenth-Century Studies, Vol. 18, N° 1. (Otoño, 1984), pág. 108-112)